# Colombo (famiglia criminale)
La famiglia Colombo è una delle potenti cinque famiglie mafiose di Cosa nostra che controlla le attività criminali a New York ed in altri stati d'America.
La famiglia fu fondata all'inizio degli anni 1920 da Joe Profaci e nel corso degli anni ha mantenuto stretti legami con tutte le altre potenti famiglie mafiose d'America, soprattutto con la famiglia Trafficante.
Negli anni si sono succeduti alla guida della cosca di delinquenti Joe Profaci, Joseph Magliocco, Joseph Colombo, Thomas Di Bella e Carmine Persico. La famiglia mantiene stretti legami d'affari con Cosa nostra siciliana, soprattutto con le famiglie di Villabate, Misilmeri e altre della provincia di Palermo. Nonostante alcune sanguinose faide interne scoppiate all'inizio degli anni novanta e i successivi numerosi arresti di boss, la famiglia rimane una delle più potenti di Cosa nostra statunitense.

## Storia

### Gli inizi e la guerra castellammarese
Le origini della cosca sono nella cittadina di Villabate e nei comuni vicini in provincia di Palermo, luogo da dove proviene la maggior parte dei componenti tra gli anni dieci e gli anni 20. Da Villabate proviene Joe Profaci, emigrato a New York nel 1921. A metà degli anni venti, Profaci divenne il boss della famiglia e in breve tempo uno dei mafiosi più potenti, temuti e rispettati della nazione. Con base a Brooklyn, la cosca si occupava di contrabbando di alcol, estorsioni e gioco d'azzardo, contando su circa 100 affiliati.
Nel 1928, con l'omicidio del boss Salvatore D'Aquila, iniziò la guerra castellammarese, che vedeva contrapposte la famiglia Masseria e la famiglia castellammarese. La famiglia Profaci fu l'unica cosca di New York a rimanere ufficialmente neutrale, anche se in segreto Profaci e gli altri leader della famiglia supportavano i castellammaresi.
Dopo circa tre anni e mezzo di omicidi e lupare bianche, i boss più giovani come Profaci, Lucky Luciano esponente di spicco della famiglia Masseria, Vincent Mangano, Frank Scalice, Tommaso Gagliano, Joe Bonanno, Gaetano Lucchese ed altri decisero di mettere fine alla guerra e nel 1931 organizzarono gli omicidi di Joe Masseria prima e Salvatore Maranzano poi. I nuovi boss formarono la commissione, una struttura di comando in cui tutti i boss delle famiglie avrebbero preso accordi e decisioni in maniera pacifica e democratica.

### Ristrutturazione della famiglia ed espansione degli affari
Appena finita la guerra castellammarese, Joe Profaci allargò il numero degli affiliati, accogliendo molti mafiosi della famiglia Maranzano, guidata dal suo grande amico ed alleato Joe Bonanno. La famiglia passò da 100 a circa 200 affiliati, e con decine e decine di associati, mantenne sempre la sua base principale a Brooklyn.
Gli affari della famiglia comprendono: estorsioni, gioco d'azzardo, scommesse illegali, usura, traffico di droga, edilizia, appalti truccati, sindacati, riciclaggio di denaro sporco, prostituzione, contraffazione e numerosi altri racket, non solo nei territori di New York e del New Jersey, ma anche in altri stati americani come California, Florida, Nevada, Maryland, Carolina del Nord, Carolina del Sud e l'isola di Cuba.
La famiglia di don Peppino Profaci era così composta: come vicecapo suo cognato Joseph Magliocco, consigliere suo fratello Salvatore Profaci e tra i capidecina più importanti figuravano: Salvatore Musacchio, Simone Andolino, Salvatore Badalamenti, Leonard Carlino, Sebastiano Aloi, Harry Fontana, Ambrose Magliocco, John Oddo, Nicholas Forlano, Thomas Di Bella.
Alla fine degli anni quaranta, con la nascita di Las Vegas, la famiglia Profaci finanzia e controlla alcuni casinò. All'inizio degli anni cinquanta, i rapporti tra i Profaci e la famiglia Bonanno, si consolidarono con il matrimonio tra Rosalia Profaci nipote del boss e Salvatore Bonanno, figlio di Joe.

### La rivolta dei fratelli Gallo
Alla fine degli anni cinquanta, la stabilità all'interno della famiglia cominciò ad incrinarsi. Infatti nel 1957 i nuovi boss delle famiglie Gaetano Lucchese, Carlo Gambino, e Vito Genovese, per rompere l'alleanza tra Profaci e Bonanno, fomentarono segretamente la rivolta dei fratelli Gallo, giovani membri della famiglia Profaci contro il loro anziano boss. I fratelli Gallo, guidati dal più grande, Joe, gestivano le attività della famiglia nel quartiere di South Brooklyn.
Profaci pretendeva sempre maggiori profitti dal loro gruppo. La situazione si deteriorò definitivamente nel novembre del 1959, quando Profaci ordinò l'eliminazione di Frank Abbatemarco, uno degli uomini di fiducia dello stesso Gallo. Profaci promise di ricompensarli con nuovi racket. Anche se a malincuore, Crazy Joey diede l'ordine ai suoi uomini di eliminare Abbatemarco. Il 4 novembre 1959, ad uccidere il loro ex "compare", all'interno del ristorante "Cardello" di Brooklyn, furono i suoi fratelli Larry e Albert Gallo, assieme a Joe Gioeli, il loro killer migliore.
Settimana dopo settimana, la rabbia di Gallo e dei suoi uomini aumentò. Profaci piazzò nel gruppo ribelle un suo soldato di fiducia, John Scimone, per spiarli e controllarli. Nei primi mesi del 1960, Profaci per intimidire i Gallo ordinò l'omicidio di Joe Gioeli che fatto a pezzi fu ritrovato a Shepshead Bay, in un'automobile parcheggiata di fronte ad una concessionaria di un affiliato dei Gallo, ritrovo della banda. Joe Gallo, sentendosi forte di un buon numero di affiliati e del sostegno di una parte della commissione, ruppe gli indugi e attaccò frontalmente il suo vecchio padrino, per di prendere il potere all'interno della famiglia.
Furono presi in ostaggio alcuni pezzi grossi della famiglia, vicecapo Joseph Magliocco e il capodecina Joseph Colombo. Profaci diede la delega a trattarne il rilascio al suo nuovo consigliere Charles Lo Cicero. Pagato il riscatto, gli ostaggi furono liberati con la falsa promessa del ritiro di Don Peppino Profaci. Invece si scatenò un bagno di sangue: pur nettamente inferiore come numero e come potere, il gruppo di Gallo diede filo da torcere ai Profaci.
La faida durò per tutto il 1960 e il 1961. Il 20 agosto 1961, Larry Gallo fu invitato al Sahara Lounge, un locale di Brooklyn di un affiliato di Profaci, per discutere con una delegazione rivale di una eventuale tregua. In realtà la tregua era una scusa: Larry Gallo, appena entrato nel locale con il suo guardaspalle, fu aggredito da alcuni uomini, tra cui Carmine Persico, ex soldato proprio della "decina" di Gallo, che cercarono di strangolarli. Larry ed il suo guardaspalle si salvarono grazie all'entrata nel locale di alcuni ignari poliziotti e gli attentatori riuscirono a scappare. L'episodio fu ricordato nel film Il padrino - Parte II.
I Gallo dopo qualche settimana risposero con il tentato omicidio di Persico, che riuscì a salvarsi. Alla fine del 1961 Joe Gallo, capo della fazione ribelle, fu arrestato e condannato dalla procura distrettuale di Brooklyn a 10 anni per estorsione. Il posto di Crazy Joey, come capo della fazione ribelle,fu preso da suo fratello Albert, che continuò la faida.

### La morte di Profaci e il breve regno di Magliocco

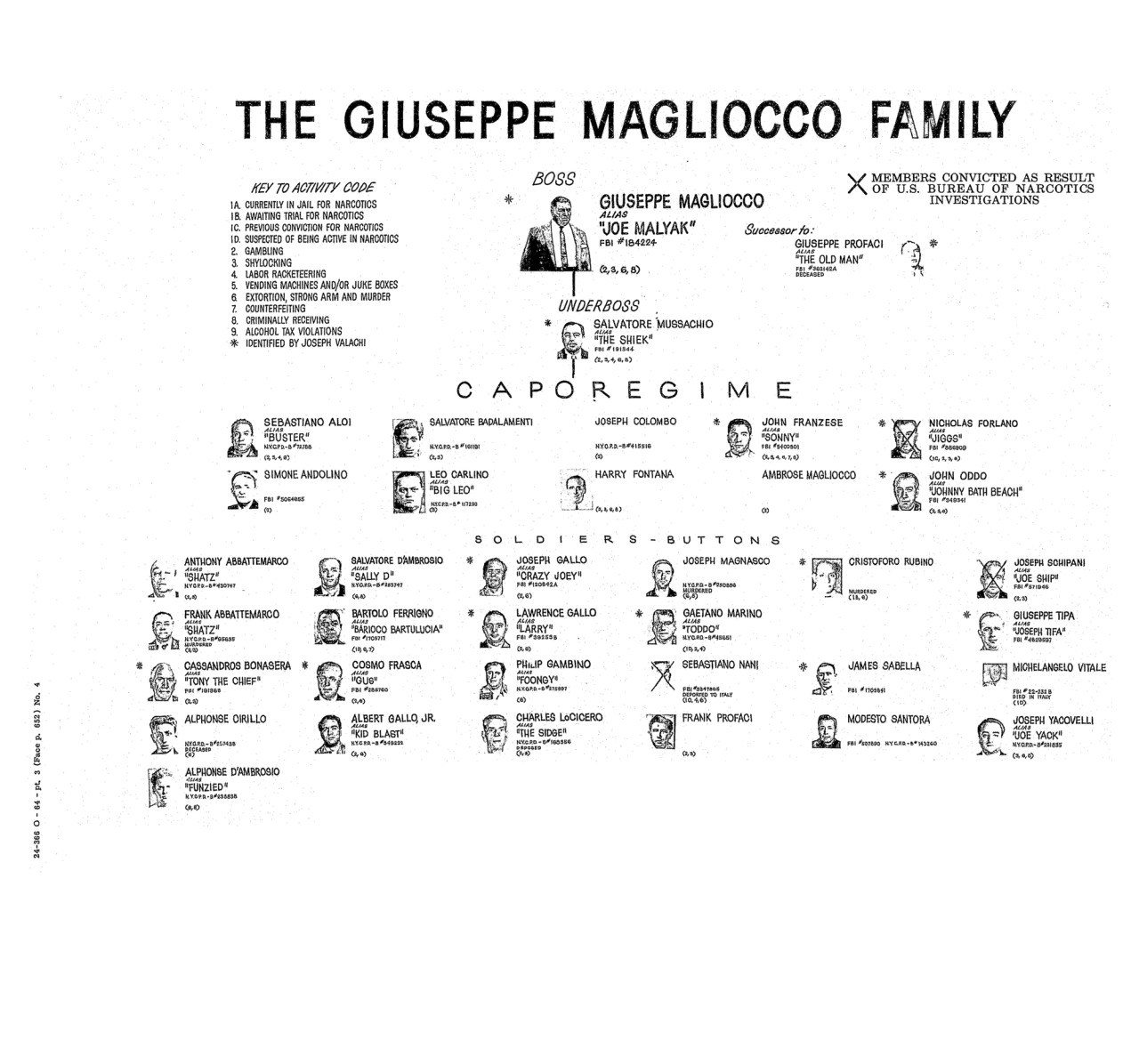
L'organigramma della famiglia, allora guidata da Joseph Magliocco, compilato dalla Commissione d'inchiesta McClellan sulla base delle indicazioni di Joe Valachi (1963).

Il 7 giugno 1962, Joe Profaci morì dopo una lunga malattia. Alla guida gli successe il suo vicecapo e cognato Joseph Magliocco. Nello stesso periodo il gruppo ribelle, guidato da Albert Gallo, ormai decimato dagli omicidi, e con il loro leader Joe Gallo in carcere, s'accordò con Magliocco. Tornata la tregua all'interno della famiglia, Magliocco consolidò la posizione e iniziò a cospirare con Joe Bonanno per l'eliminazione di Magaddino, Lucchese e Gambino, per acquisire il totale controllo all'interno della commissione. Magliocco delegò l'organizzazione degli omicidi ad un suo capodecina di fiducia, Joseph Colombo,che per ingraziarsi il resto della commissione riferì tutto alle vittime designate.
Lucchese, Gambino e Magaddino, convocarono ad una riunione Bonanno e Magliocco, per avere spiegazioni. Magliocco si presentò e ammise i suoi errori e visto che era gravemente malato gli fu imposto di ritirarsi dalla guida della famiglia. Bonanno non si presentò, dando inizio alla "banana war", la faida interna della famiglia Bonanno: da un lato i fedelissimi del vecchio boss e dall'altro la fazione guidata da Gaspar DiGregorio, appoggiato da una parte della commissione. Magliocco morì di cause naturali, alcuni mesi dopo, il 28 dicembre 1963.

### L'era Colombo
Subito dopo la morte di Magliocco, con il sostegno della commissione, fu posto a capo della famiglia Profaci Joseph Colombo. Da quel momento le autorità, chiameranno la cosca famiglia Colombo dal nome del boss, figlio di un "uomo d'onore", Antonio Colombo fedelissimo di Profaci, assassinato nel 1935. Il giovane Colombo entrò a far parte della famiglia, all'inizio degli anni quaranta, occupandosi di gioco d'azzardo e usura, e all'inizio degli anni cinquanta fu promosso capodecina da Profaci, diventando uno dei membri più importanti della cosca.
Alla metà degli anni sessanta, creò "la lega dei diritti civili degli italoamericani" per contrastare razzismo e pregiudizi diffamatori nei confronti degli italoamericani. Tutto questo non piacque molto ad alcuni boss della commissione, perché secondo loro la lega ed i comportamenti di Colombo portavano pubblicità indesiderata: sin dalla fine degli anni sessanta, l'FBI aveva iniziato ad indagare sulle attività di Colombo e di altri delinquenti della famiglia. Agli inizi del 1971 Joe Gallo fu rilasciato e non avendo mai abbandonato i propositi di diventare boss della famiglia, riorganizzò e ricompattò i suoi per prendere il potere.
Il 28 giugno 1971, durante il "Columbus circle" a Manhattan, alla presenza di decine di migliaia di persone, un giovane killer di nome Jerome Johnson, spacciatosi per fotografo si avvicinò a Colombo e gli sparò. Il killer fu subito crivellato dalle pallottole dei figli e degli uomini di Colombo. Joseph Colombo restò in coma sette anni fino alla morte nel 1978. Anche se il mandante dell'omicidio fu Gallo, la morte di Colombo non dispiacque ad alcuni boss come Carlo Gambino. Le autorità sospettarono che dietro Gallo ci fosse Don Carlo, ipotesi mai dimostrata. Subito dopo l'attentato al posto di Colombo,fu messo come boss reggente Vincenzo Aloi, figlio di Sebastiano Aloi.
La vecchia faida con i Gallo riscoppiò. Joe Gallo fu assassinato alcuni mesi dopo, il 7 aprile 1972, mentre stava festeggiando i 43 anni con parenti e amici, al ristorante "Umberto Clam House" di Little Italy. Nelle settimane seguenti furono assassinate da entrambe le parti circa 30 persone, e la guerra durò fino a quando non fu trovato un accordo. A sostituire Aloi come boss dal 1973 in poi ci fu Thomas Di Bella, un anziano capodecina ed ex fedelissimo di Don Peppino Profaci. Infatti il boss designato era Carmine Persico, che stava in carcere, e quindi a capo fu messo Di Bella, molto scaltro nell'eludere le autorità sulle sue attività: il suo unico arresto risaliva al 1932, all'epoca del proibizionismo per contrabbando di alcolici. Thomas Di Bella fu boss della famiglia fino al 1977, quando si ritirò per problemi di salute.

### L'era Persico
Nel 1977 dopo il ritiro di Di Bella il posto fu preso da Carmine Persico, uscito di prigione nello stesso anno. Persico era diventato un "uomo d'onore" della famiglia Profaci, a metà degli anni cinquanta, ed era stato aggregato come soldato nel gruppo guidato da Joe Gallo. Inizialmente era stato uno dei ribelli a fianco dei fratelli Gallo, ma era tornato con i lealisti di Profaci, dopo aver capito che i Gallo non avrebbero potuto vincere. Alla metà degli anni sessanta fu promosso capodecina dal nuovo boss Joseph Colombo.
Nel 1985, fu arrestato assieme agli altri boss delle cinque famiglie di New York, nel famoso processo della commissione, nel 1987, fu condannato con la legge RICO all'ergastolo e spedito nella prigione federale di Lompoc, in California. Nonostante l'ergastolo Persico ha continuato a comandare dal carcere, nominando come boss reggente Vic Orena, suo braccio destro. Tuttavia all'inizio degli anni novanta scoppiò una faida tra la fazione di Orena, che aspirava a prendere il controllo della famiglia, e i lealisti di Persico guidati dal figlio di Carmine, Alphonse Persico.
Persico dal carcere ordinò l'omicidio di Orena, e diede l'ordine di organizzarlo al suo fedele consigliere Carmine Sessa. Nel giugno del 1991, mentre Vic Orena stava rientrando nella sua casa a Long Island, cinque killer di Sessa aprirono il fuoco ma Orena riuscì a salvarsi. Carmine Sessa si rivolse alla commissione dicendo che Persico era l'unico capo riconosciuto della famiglia, e che la commissione avrebbe dovuto "posare" dall'organizzazione Vic Orena, ma la commissione e soprattutto John Gotti, amico di Orena, si rifiutarono affermando che la faida doveva finire con un accordo. Ma la guerra fino al 1993, causando 12 morti e 15 feriti, fino a quando nel 1993 l'FBI arrestò Vic Orena,  gran parte della sua fazione di Brooklyn e altri 40 affiliati della famiglia Persico. Durante il processo, Orena, il suo più importante capodecina Pasquale "Patsy" Amato e numerosi esponenti della cosca si beccarono l'ergastolo.

### Attuale leadership
Carmine Persico è stato l'ultimo boss riconosciuto della famiglia Colombo fino alla sua morte nel 2019, nonostante la condanna all'ergastolo, da scontare in un carcere federale della Carolina del Nord. Suo figlio Alphonse Persico, era l'erede designato alla guida della famiglia, ma dopo aver scontato varie condanne durante gli anni novanta, nel 2007 assieme al vicecapo John De Ross, e ad altri importanti membri, è stato arrestato con l'accusa di aver ordinato l'omicidio di un rivale. Il 27 febbraio 2009, Alphonse Persico fu condannato all'ergastolo senza condizionale e nel luglio 2017 è stato trasferito al Federal Correctional Institution McKean. John Franzese, presunto vicecapo, è stato arrestato nel maggio 2007 ed è morto a New York il 24 febbraio 2020 a 103 anni, di cui molti trascorsi in carcere e il non invidiabile primato di essere stato per lungo tempo il mafioso in attività e il carcerato più longevo degli USA. 
Dopo decenni la faida interna che insanguinò la famiglia Colombo ha continuato ad eroderne il potere con le condanne di 80 tra "uomini d'onore", ed associati. Nel giugno 2008, Thomas Gioeli, l'ex consigliere Joel Cacace, il capodecina Dino Calabrò, il soldato Dino Saracino, e diversi tra affiliati ed associati sono stati condannati per vari reati tra cui traffico di droga, usura, estorsioni e tre omicidi, risalenti all'inizio degli anni '90 durante la faida Persico - Orena. Con l'arresto del presunto boss reggente Thomas Gioeli, Il 7 marzo 2019, il boss della famiglia Colombo Carmine Persico deceduto in prigione, suo figlio Alphonse a sua volta condannato all'ergastolo; la reggenza della famiglia Colombo sarebbe passata al cugino di quest'ultimo Andrew "Mush" Russo. La cerchia interna di Russo comprenderebbe il sottocapo Benjamin "Benji" Castellazzo, il consigliere Ralph DiMatteo, il capo Vincent "Vinny Unions" Ricciardo, il capo Richard Ferrara e il capo Theodore "Teddy" Persico Jr.
Il 13 agosto 2020, un atto d'accusa è stato emanato contro il socio della famiglia Colombo Francesco "Frankie" Russo, il soldato della famiglia Genovese Christopher Chierchio, l'avvocato Jason "Jay" Kurland e il broker di titoli Frank Smookler per cospirazione, frode informatica e riciclaggio di denaro. L'atto d'accusa contro l'"avvocato della lotteria" Kurland, insieme a Russo, Chierchio e Smookler, concerneva il reato di truffa per 80 milioni di dollari ai danni dei vincitori della lotteria, attraverso uno schema illegale che prevedeva il trafugamento di denaro dagli investimenti dei vincitori. 
Il 14 settembre 2021 è stato notificato un atto d'accusa contro il boss della famiglia Colombo, Andrew "Mush" Russo, il sottocapo Benjamin "Benji" Castellazzo, il consigliere Ralph DiMatteo, i capitani Vincent Ricciardi, Richard Ferrara e Theodore "Teddy" Persico Jr, il soldato Michael Uvino, e i soci Thomas Costa e Domenick Ricciardo.  L'atto d'accusa riguardava l'infiltrazione illecita in un sindacato del Queens e nel suo programma di assistenza sanitaria, nonché di aver cospirato e aver orchestrato delle frodi in relazione alle certificazioni di sicurezza sul posto di lavoro. Ralph DiMatteo non era presente quando l'atto d'accusa fu notificato e fu dichiarato latitante, ma si consegnò all'FBI il 17 settembre 2021.

## Leadership storica

### Boss (ufficiale e reggente)
- 1928-1962 — Giuseppe "Joe" Profaci — morto di cause naturali nel 1962.
- 1962-1963 — Joseph "Joe Malayak" Magliocco — rimosso dalla Commissione e morto nel 1963.
- 1963-1973 — Joseph "Joe" Colombo — paralizzato dopo un attentato nel 1971, morto nel 1978.
  - Reggente 1971-1972 — Joseph "Joe Yack" Yacovelli — fuggito dopo l'omicidio di Joe Gallo nel 1972.
  - Reggente 1972-1973 — Vincenzo "Vinny" Aloi
- 1973-2019 — Carmine "Junior" Persico — imprigionato nel 1973-1979, 1981-1984 e a vita nel 1985, morto nel 2019.
  - Reggente 1973-1979 — Thomas "Old Man" DiBella
  - Reggente 1981-1984 — Gennaro "Jerry Lang" Langella — imprigionato nel 1984 ed a vita nel 1987, morto nel 2013.
  - Reggente 1985-1987 — Anthony "Scappy" Scarpati — imprigionato nel 1987.
  - Reggente 1987-1993 — Vittorio "Little Vic" Orena — imprigionato a vita nel 1993.
  - Reggente 1993-2007 — Alphonse "Little Allie Boy" Persico — imprigionato nel 1987-1999, 2001-2007-2019 ed a vita nel 2009.
  - Reggente 1994-1996 — Andrew "Andy Mush" Russo — imprigionato nel 1997.
- 2019-2022 - Andrew "Andy Mush" Russo.
  - reggente 2022-presente - Robert "Little Robert" Donofrio.
- 2025-presente - Theodore N. "Skinny Teddy" Persico Jr.

### Boss di strada
Persico creò la posizione nel 1991 per far fronte alla crescente repressione delle autorità nei confronti dell'organizzazione. Il boss di strada ha una funzione simile al sottocapo, e gestisce le attività della famiglia dietro le quinte giorno per giorno, in maniera autonoma, facendo fronte all'ergastolano Persico, imprigionato lontano da NYC.
- 1991-1994 — Joseph "Joe T." Tomasello — dimessosi nel 1994.
- 1994-2003 — Joel "Joe Waverly" Cacace — imprigionato nel 2003-2020.
- 2003-2008 — Thomas "Tommy Shots" Gioeli — imprigionato nel 2008.
- 2010-2022 — Andrew "Andy Mush" Russo — imprigionato nel 2011.

### Vicecapo (ufficiale e reggente)
- 1928-1962 — Joseph "Joe Malayak" Magliocco — diventato boss nel 1962.
- 1962-1963 — Salvatore "Sally the Sheik" Musacchio — rimosso dalla Commissione nel 1963.
- 1963-1971 — Charles "Charlie Lemons" Mineo — dimessosi nel 1971.
- 1971-1977 — Anthony "Tony Shots" Abbatemarco — scomparso nel 1977.
- 1977-1987 — Gennaro "Jerry Lang" Langella — imprigionato nel 1984 ed a vita nel 1987, morto nel 2013.
  - Reggente 1984-1987 — Alphonse Persico
- 1987-2007 — Alphonse "Little Allie Boy" Persico — imprigionato nel 1987-1999, 2001-2007 ed a vita nel 2009.
  - Reggente 1987-1991 — Benedetto "Benny" Aloi — imprigionato nel 1991-2009, morto nel 2011.
  - Reggente 1991-1999 — William "Wild Bill" Cutolo — assassinato nel 1999.
  - Reggente 2001-2004 — John "Jackie Zambooka" DeRoss — imprigionato a vita nel 2004.
- 2004-2011 — John "Sonny" Franzese — imprigionato nel 2011, rilasciato nel 2017.
  - Reggente 2008-2010 — Theodore "Skinny Teddy" Persico jr. — imprigionato nel 2010.
- 2015-2021 — Benjamin "The Claw" Castellazzo — imprigionato nel 2011.
- 2021-presente - Joel "Joe Waverly" Cacace

### Consigliere (ufficiale e reggente)
- 1931-1954 — Salvatore Profaci — (fratello di Joe) morto di cause naturali nel 1954.
- 1954-1963 — Calogero "Charles the Sidge" LoCicero — rimosso dalla Commissione nel 1963, assassinato nel 1968.
- 1963-1969 — Benedetto D'Alessandro — morto nel 1969.
- 1969-1974 — Joseph "Joe Yack" Yacovelli — imprigionato nel 1974, ritiratosi in Florida uscito di prigione negli anni '80.
- 1974-1989 — Alphonse "Allie Boy" Persico — (fratello di Carmine) morto di cause naturali nel 1989.
- 1989-1993 — Carmine Sessa — imprigionato e diventato un testimone governativo nel 1993.
- 1993-2008 — Vincenzo "Vinny" Aloi — ritiratosi in Florida nel 2008.
  - Reggente 1993-1994 — Joel "Joe Waverly" Cacace — diventato boss di strada nel 1994.
- 2008-2011 — Richard "Ritchie Nerves" Fusco — imprigionato nel 2011, morto nel 2013.
- 2011-2019 — Thomas "Tom Mix" Farese
- 2019-presente - Ralph DiMatteo
  - reggente 2021-attualmente - sconosciuto

## Membri attuali della famiglia

### Amministrazione
- Boss Theodore Persico jr.
- Boss reggente  Robert "Little Robert" Donofrio
- Boss di strada
- Vicecapo Benjamin "The Claw" Castellazzo -
- Consigliere Ralph DiMatteo

### Capiregime

#### New York City
Fazione di Brooklyn:
- Theodore N. "Skinny Teddy" Persico Jr.
- Richard Ferrara
- Salvatore "Sally Bread" Cambria
- William "Billy" Russo

Fazione di Staten Island:
- Joseph Amato

Bronx:
- Dennis DeLucia — presunto capo, DeLucia è stato coinvolto nel 2012 in una deposizione contro la famiglia Colombo. Ha una figlia lesbica, che lo descrive come un sostenitore del matrimonio omosessuale, nonostante il suo ruolo nella Mafia.

#### Altre località
Fazione di Long Island:
- Ralph "Ralphie" Lombardo — anziano capo attivo a Long Island. Gestisce un proficuo giro di gioco d'azzardo e strozzinaggio. Nel 1975, Lombardo avrebbe acquisito qualche affare nel New Jersey, venendo condannato per estorsione nello stesso anno. Nel 2003 Lombardo è stato imprigionato per gioco d'azzardo illegale, usura e manomissione delle testimonianze. Nel 2006 è uscito di prigione riprendendo le sue attività.
- Luca DiMatteo
- Vincent "Vinnie Unions" Ricciardo

### Soldati
New York :
- Craig "Little Craig" Marino
- John Maggio
- Andrew "Andre" D'Apice
- Joseph "Chubby" Audino
- Giovanni "John" Cerbone
- Thomas Scorcia
- Alphonse "Little Allie Boy" Persico
- Salvatore "Sally Boy" Castagno
- Thomas "Tom Mix" Farese
- Joel "Joe Waverly" Cacace
- Michael Uvino
- Michael Catapano
- Joseph Baudanza
- Thomas "Tommy Shots" Gioeli
- James "Jimmy Green Eyes" Clemenza
- Vincenzo "Vinny" Aloi
- John "Jackie" DeRoss
- Daniel Persico
- Vincent Langella
- Vincent "Chickie" DeMartino
- Anthony "Chucky" Russo
- Dino "Little Dino" Saracino
- Aurelio "Ray" Cagno
- Joseph "Joe Monte" Monteleone
- Michael Sessa

 Massachusetts:  Ralph F. DeLeo

### Associati
- Lawrence "Larry" Persico -
- Michael Joseph Persico -
- Sean Persico -
- Frangesco "Frankie" Russo